# 메타픽션
메타픽션(Metafiction)은 허구의 일종으로, 허구의 장치를 의도적으로 그리는 것을 가리킨다. 메타픽션은 그것이 픽션임을 의도적으로 독자에게 알리는 것으로, 허구와 현실의 관계에 대한 문제를 제시한다. 표상주의 연극과 비교하면, 표상주의 연극이 관객에게 극을 보고 있다는 사실을 의식하게 하는 반면, 메타픽션은 독자에게 허구적인 사실을 의식하게 한다.

## 같이 보기
- 제4의 벽
- 포스트모더니즘